# Story of the Year
Story of the Year är ett amerikanskt punk/metalband som bildades 1996 i St. Louis. 16 september 2003 släppte de debutalbumet Page Avenue. 11 oktober 2005 släppte de sitt andra album, In the Wake of Determination. 2008 släppte de sitt tredje album,The Black Swan. 2010 släppte de sitt fjärde album The constant och sitt femte album Page avenue: Ten years and counting släppte de 2013.

## Medlemmar
Nuvarande medlemmar
- Dan Marsala - sång (2000-idag), trummor (1995-2000)
- Ryan Phillips - sologitarr (1995-idag)
- Josh Wills - trummor, slagverk (2000-idag)
- Philip Sneed - rytmgitarr, sång (2002-idag), piano (2007-idag), basgitarr (2014-idag)

Tidigare medlemmar
- John Taylor – sång (1995-2000)
- Perry West – basgitarr (1995-2000)
- Greg Haupt – rytmgitarr, bakgrundssång (2000-2002)
- Adam Russell - basgitarr (2000-2014)

## Diskografi
Studioalbum
- 2003 – Page Avenue
- 2005 – In the Wake of Determination
- 2008 – The Black Swan
- 2010 – The Constant
- 2013 – Ten Years and Counting
- 2017 – Wolves

Livealbum
- 2005 – Live in the Lou/Bassassins

EP
- 2005 - Bigbluemonkey

Singlar
- 2003 - Until the Day I Die
- 2004 - Anthem Of Our Dying Day
- 2004 - Sidewalks
- 2005 - We Don't Care Anymore